# Lluís Mosquera
Lluís Mosquera (Carcagente, 22 de diciembre de 1990) es un escritor y cómico español, que comenzó a hacerse conocido por sus facetas de guionista, dramaturgo y poeta.
Publica su obra regularmente en redes sociales, en 2018 edita Mi poeMARIO debería estar en todas las CASAS, es autor de la obra Capullos que vuelan (2016) y coautor de la canción Lo malo.

## Trayectoria
Estudia Bellas Artes en la Universitat Politècnica de València, tiene un máster de Diseño gráfico por la Universidad de ciencias aplicadas de Maguncia (Alemania), otro de Creatividad y narrativa audiovisual (Sevilla) y otro en Profesorado de educación secundaria (Valencia). En 2014 publica su primer libro Espasmes bajo el nombre de Lluís Navarro Mosquera. 
En 2015 se traslada a Madrid donde trabaja en distintos empleos, entre ellos como creativo y diseñador gráfico para marcas como Leroy Merlin, Famosa, Mattel, TMKF, Granier, Barbie, Clinique, Arte Compacto. En 2016 estrena Capullos que vuelan, obra cuya cuarta temporada se representa actualmente en el Teatro Lara de Madrid hasta enero de 2019. Colabora como docente / artista invitado en un curso de Diseño gráfico de la Universidad Complutense de Madrid. Tras varios años trabajando en una agencia se sitúa como freelance para poder dedicarse a sus proyectos artísticos.
En 2018 colabora en la composición de la letra de Lo malo, canción candidata a representar a España en el Festival de la Canción de Eurovisión, edita Mi poeMARIO debería estar en todas las CASAS y entra a formar parte de los equipos de los programas de televisión À Punt directe en À Punt y Lo siguiente en TVE.
Tras el éxito de Lo malo pasa a trabajar como letrista para Universal España y como autor independiente.
En diciembre de 2018 es uno de los artistas invitados de La 2 Noticias.
Desde 2020 aparece habitualmente en el programa de radio Podríem fer-ho millor de À Punt Radio
En 2023 imparte en la academia de OT 2023 un taller de escritura enfocado a la composición.

## Publicaciones
- Espasmes (El Petit Editor, 2014), publicado como Lluís Navarro Mosquera
- Mi poeMARIO debería estar en todas las CASAS (Ediciones Hidroavión, 2018)
- Beizana Vigo, Miriam; de la Cruz Ventosa, Aixa; Domínguez, Álvaro; Duval, Elizabeth; Espirita, Óscar; Gael, Darío; García Marina, Rodrigo; Herrán de Viu, Pablo; Monroy, Vicente; Mosquera, Lluís; Néstore, Ángelo; Nieto, Gema; Portero, Alana; Rual, Miguel; Torres, Sara (25 de noviembre de 2019). Asalto a Oz (Relato: El niño que le miraba el coño a las Barbies). LES. ISBN 978-84-120283-9-3.

## Obras teatrales
- Capullos que vuelan (2016),[8] autor y director
- Chicago (2017), director
- Modo avión (2018), autor

## Canciones
- Memento mori (2015), autor de la letra, música de María Pien
- Lo malo (2018), coautor
- Vamos a saltar (2018), coautor, música de Jesús Ginard
- Quien quiero ser (2018), coautor de la letra[9]
- Miénteme (2018), coautor de la letra[10]
- Eurofan (2023), coautor[11]

## Cortometrajes
- Martes (2015), director y guionista
- Sonrían al chico de los flyers (2016),[12] director y guionista

## Televisión
- À punt directe en À Punt (2018-2019), colaborador.
- Lo siguiente en TVE[13][14] (2018-2019), colaborador.
- La 2 Noticias[15] (12 de diciembre de 2018), artista invitado.
- Élite (serie de televisión) (2021), guionista.

## Radio
- Historias de la tele en Libertad FM (2017)
- Podríem fer-ho millor[16] en À Punt Mèdia (como invitado en la temporada 2, 2020)
- Podríem fer-ho millor[17] en À Punt Mèdia (desde la temporada 3, 2020-2021)

## Otros medios
- Versos al paso, proyecto del Ayuntamiento de Madrid en colaboración con el colectivo Boa Mistura que consiste en escribir versos en pasos de peatones regulados con semáforo de la ciudad.[18][19]

## Premios
- 2009: IV Concurs de Cartes d’Amor de Carcaixent (como Lluis Navarro Mosquera)[20]
- 2018: The Edgar Allan Poets 2.ª temporada[21]
- 2018: Finalista premio Godoff de la revista Godot[22]
- 2018: Pont del Mediterrani de literatura y pensamiento 2018 otorgado por Mostra Viva del Mediterrani[23][24]
- 2019: Mejor contenido para radio y televisión por Podríem fer-ho millor (colaborador) en los III Premis Tresdeu[25]

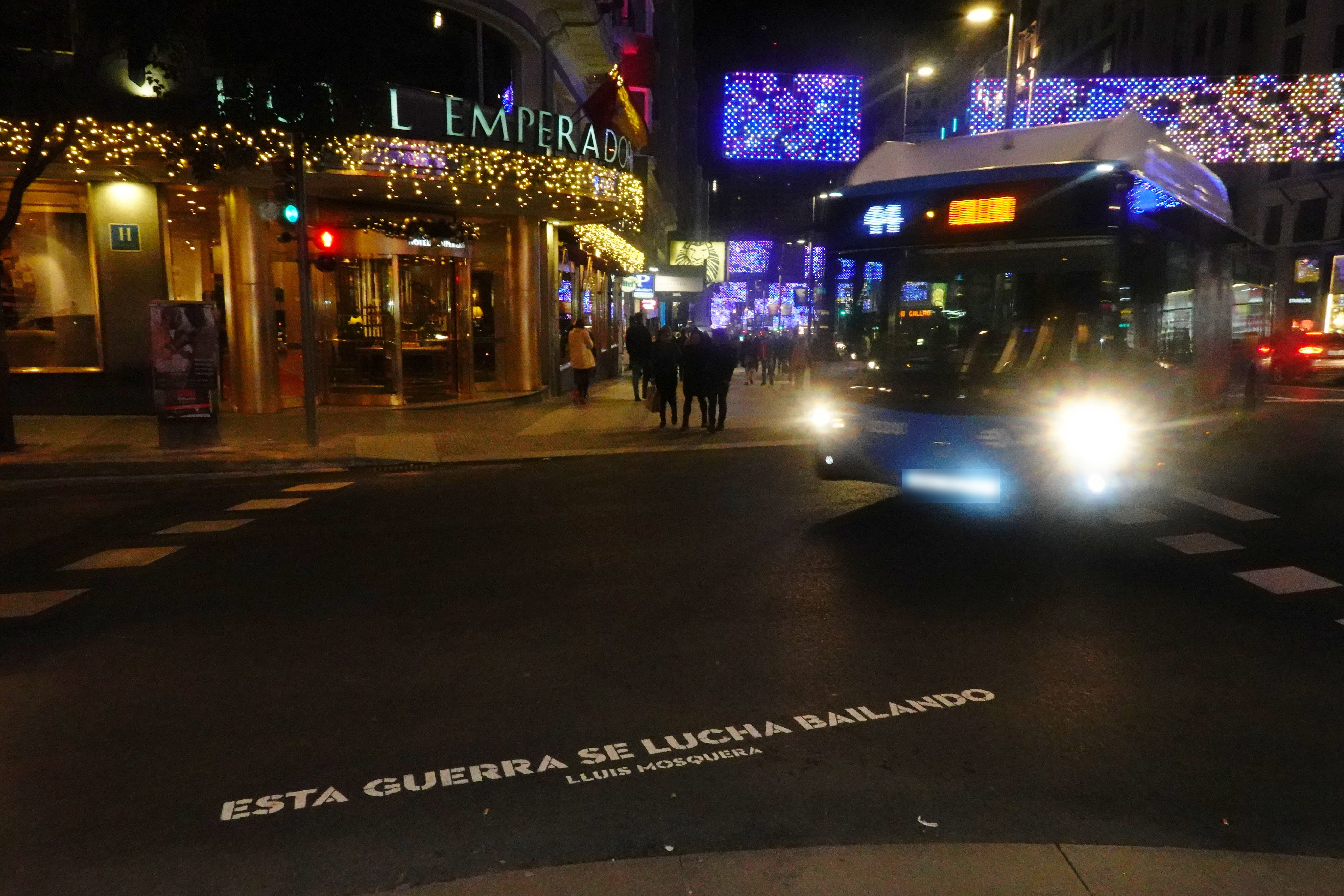
Verso de Lluís Mosquera dentro del proyecto "Versos al paso" del Ayuntamiento de Madrid.